# 레슬리앤 브랜트
레슬리앤 브랜트(Lesley-Ann Brandt, 1981년 12월 2일 ~ )는 남아프리카 공화국 태생의 배우이다. 뉴질랜드 오클랜드와 미국 로스앤젤레스에서 활동한다. 크리스 페인 길버트(Chris Payne Gilbert)와의 사이에서 1남을 두고 있다.